# 奎沃

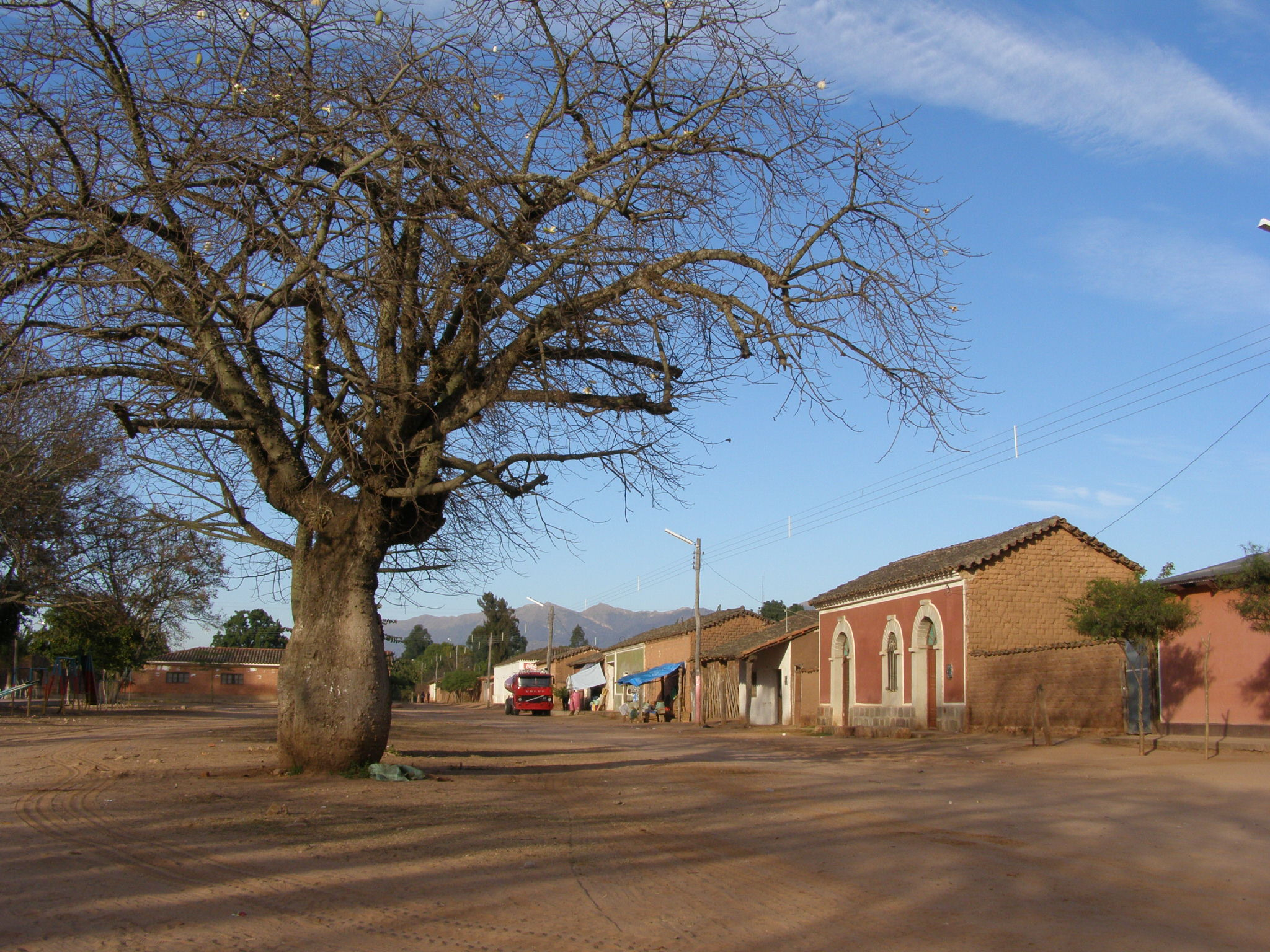

奎沃是玻利維亞的城鎮，由聖克魯斯省負責管轄，位於該國南部，距離首府聖克魯斯344公里，海拔高度1,022米，每年平均降雨量約800毫米，2010年人口2,317。